# Salgó Ernő
Salgó Ernő, született Stern Éliás (Jánosháza, 1873. december 31. – Budapest, 1945. május 20.) orvos, újságíró, műfordító. 

## Életútja
Stern József és Kohn Mária fiaként született Jánosházán. Stern családi nevén 1902-ben változtatta Salgóra. Budapesten szerzett doktorátust, és ezt követően Párizsban és Berlinben dolgozott orvosként.  Később hazaköltözött, és orvosi tevékenysége mellett különböző folyóiratokba (Egyetértés, Független Magyarország, Pesti Napló, Magyarország) irodalmi bírálatokat és színházi kritikákat írt. Számos külföldi regényt és színművet fordított magyarra. Írók és színdarabok című kritika-gyűjteménye nyomtatásban is megjelent (Budapest, 1916). Halálát szívizomelfajulás okozta. Felesége Rády Hermenegilda volt.